# Кікойти
Кікойти (пол. Kikojty, нім. Kykoit) — село в Польщі, у гміні Старе Поле Мальборського повіту Поморського воєводства.
Населення — 42 особи (2011).
У 1975-1998 роках село належало до Ельблонзького воєводства.

## Демографія
Демографічна структура станом на 31 березня 2011 року:
|          | Загалом | Допрацездатний вік | Працездатний вік | Постпрацездатний вік |
| -------- | ------- | ------------------ | ---------------- | -------------------- |
| Чоловіки | 24      | 2                  | 21               | 1                    |
| Жінки    | 18      | 2                  | 16               | 0                    |
| Разом    | 42      | 4                  | 37               | 1                    |